# Азид
Азидите представляват соли на азотоводородната киселина (HN3).
Те са вещества с една или повече азидни групи N–
3. Повечето са експлозиви и намират широко приложение във взривната техника. Например Pb(N3)2 е пусково вещество.

## Химични свойства
По разтворимост във вода азидите приличат на хлоридите. Азидите на алкалните и алкалоземните метали са йонни, добре разтворими съединения. При бавно загряване те са устойчиви до стапянето си. При топене се разлагат (с изключение на CsN3):
{\displaystyle {\begin{array}{lcl}{\ce {2NaN3}}\xrightarrow {\mathrm {573~K} } {\ce {2Na + 3N2}}\\{\ce {3Ba(N3)2}}{\xrightarrow[{{\ce {-7N2}}}]{\mathrm {473~K} }}{\ce {Ba3N4}}{\xrightarrow[{{\ce {-N2}}}]{\mathrm {523~K} }}{\ce {Ba3N2}}\end{array}}}
Азидите на тежките метали (AgN3, Hg(N3)2, Pb(N3)2) са слабо разтворими във вода. Те са избухливи вещества, които се разлагат при удар и нагряване:
{\displaystyle {\ce {Pb(N3)2 -> Pb + 3N2 ^}}}
Най-добри качества има оловният азид, защото е устойчив на влага. Азидите на тежките метали са силно ендотермични съединения, което е една от причините за експлозивността им.

### Ковалентни азиди
Триборазин, [H3N3B3(N3)3], и други боразотни съединения, например B(N3)-
4, са смятани за прекурсори. Известни са високоенергитични борвъглеродни съединения – C(N3)+
3 и C3N3(N3)3, Si(N3)4, фосфорни и арсенови азиди.

## Получаване
Най-използваната сол е натриевит азид, който се получава при пропускане на диазотен оксид в амонячен разтвор на натрий или при взаимодействие на същия оксид с натриев амид:
{\displaystyle {\begin{array}{lcl}{\ce {4Na + NH3 + 3N2O -> NaN3 + 3NaOH + 2N2}}\\{\ce {2NaNH2 + N2O}}\xrightarrow {\mathrm {190~^{\circ }C} } {\ce {NaN3 + NaOH + NH3}}\end{array}}}
Азидите на тежките метали се получават от водните разтвори на солите на тези метали при утаяване с натриев азид, NaN3 и съответния метален хлорид или от триметилсилилазид и съответния метален флуорид:
{\displaystyle {\ce {nHN3 + MH_n -> M(N3)_n + n/2 H2}}};
{\displaystyle {\ce {nNaN3 + MCl_n -> M(N3)_n + nNaCl}}};
{\displaystyle {\ce {n(CH3)_{3}SiN3 + MF_n -> M(N3)_n + n(CH3)_{3}SiF}}}.
Амониевият азид се получава от водни разтвори на азотоводородна киселина и амоняк:
{\displaystyle {\ce {NH3 + HN3 -> NH4N3}}}
или при нагряване на натриев азид и амониев нитрат:
{\displaystyle {\ce {NH4NO3 + NaN3 -> NH4N3 + NaNO3}}}.

## Приложение
Термичното резлагане на натриевия азид се използва за получаването на спектрално чист азот.